# Islas Cook en los Juegos Olímpicos de Sídney 2000
Las Islas Cook estuvieron representadas en los Juegos Olímpicos de Sídney 2000 por dos deportistas, un hombre y una mujer, que compitieron en dos deportes.
La portadora de la bandera en la ceremonia de apertura fue la regatista Turia Vogel. El equipo olímpico no obtuvo ninguna medalla en estos Juegos.